# اللجنة القضائية في مجلس الشيوخ الأمريكي
اللجنة القضائية في مجلس الشيوخ الأمريكي (بالإنجليزية: United States Senate Committee on the Judiciary)‏، أو كما تسمى أيضا لجنة مجلس الشيوخ الأمريكي على السلطة القضائية، هي لجنة دائمة معينة من كونغرس الولايات المتحدة. اللجنة القضائية تتكون مع 20 عضوا، وهي المسؤولة عن إجراء جلسات استماع قبل أن يصوت مجلس الشيوخ على تأكيد القضاة الفدراليين (بمن فيهم قضاة المحكمة العليا) المرشحين من قبل الرئيس. اللجنة هي واحدة من أقدم اللجان في مجلس الشيوخ، حيث أنشئت في 1816.